# إدوين د. مورغان
إدوين د. مورغان (بالإنجليزية: Edwin D. Morgan)‏ هو شخصية أعمال أمريكي، ولد في 16 فبراير 1921، وتوفي في 28 يونيو 2001 في نيويورك في الولايات المتحدة.